# Cimetière juif de Dernau
Le cimetière juif de Dernau est un cimetière juif bien conservé dans la commune allemande de Dernau (route K 35 vers Grafschaft), en Rhénanie-Palatinat. C'est un monument culturel protégé.
On y trouve 19 pierres tombales de personnes décédées depuis de la deuxième moitié du 18e siècle jusqu'à 1942. Il s'étend sur 3,00 ares.

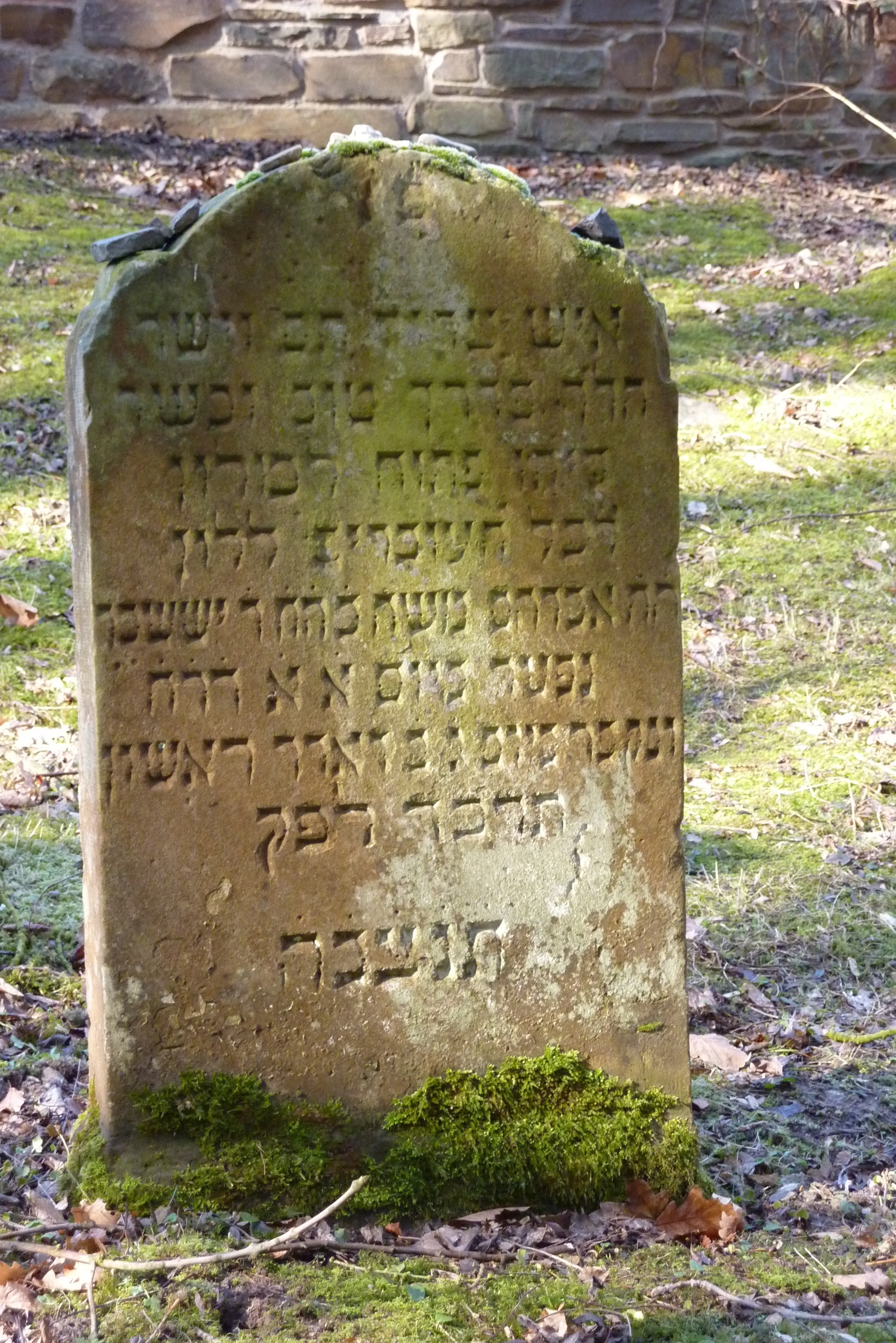
Pierre tombale
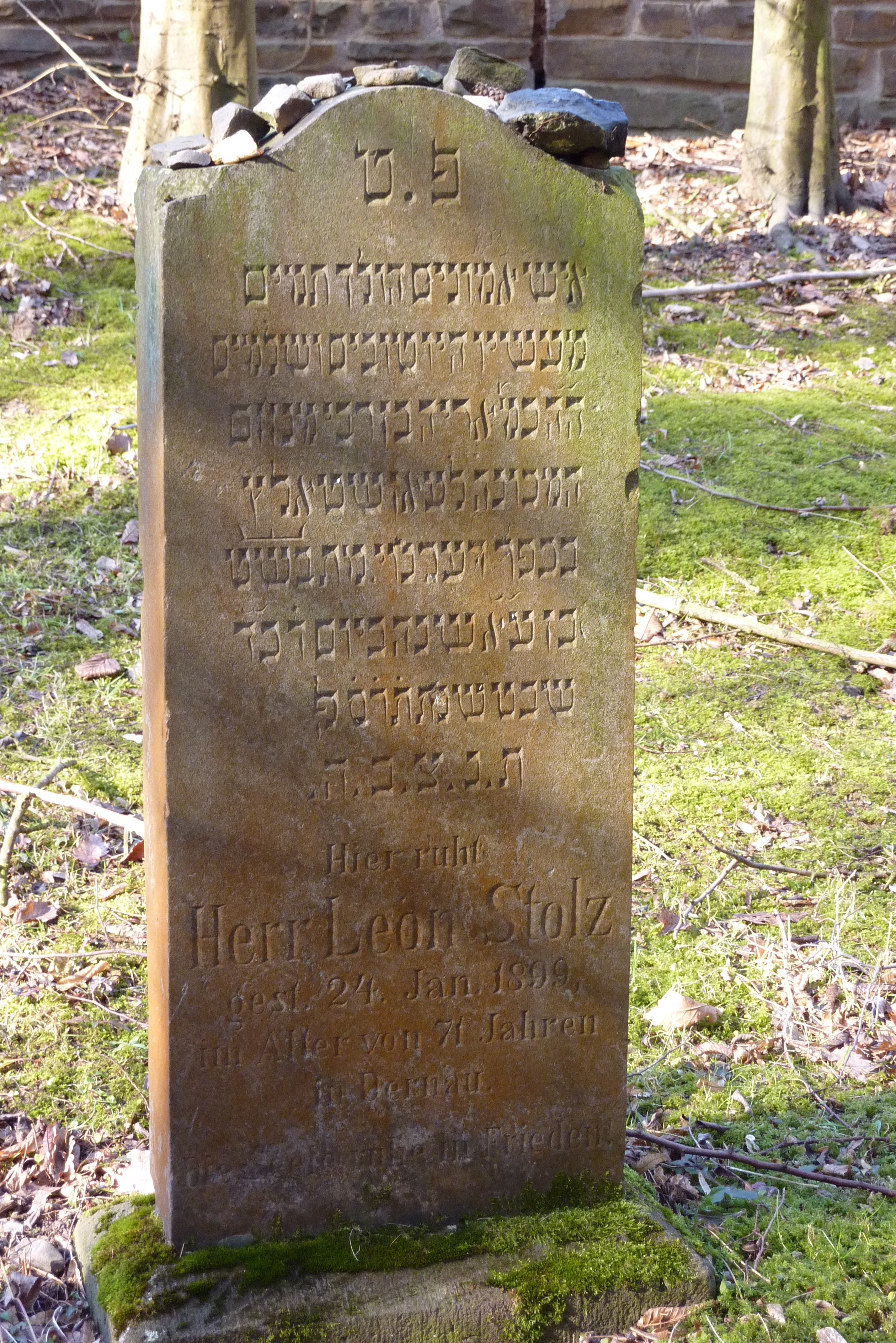
Pierre tombale
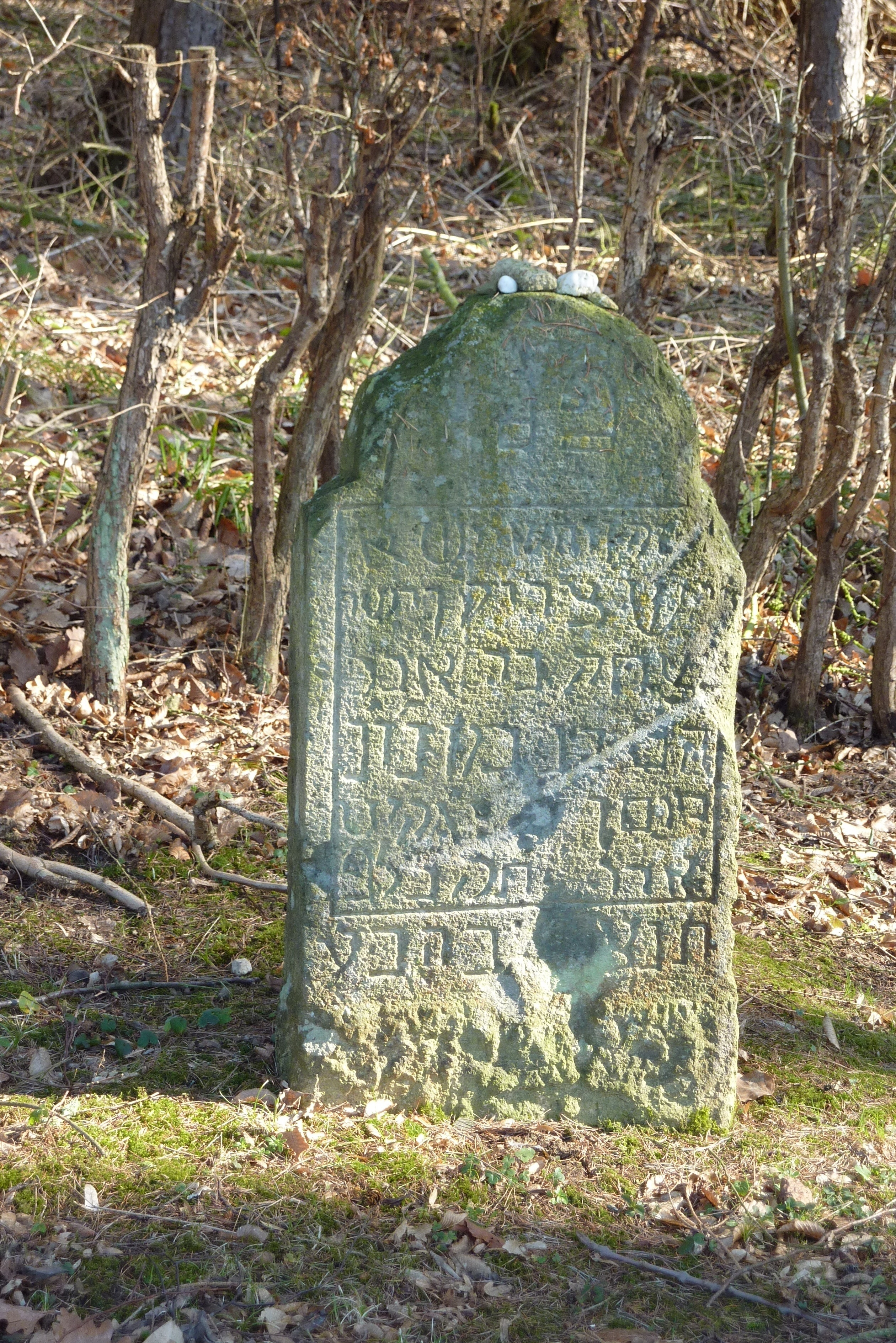
Pierre tombale